# ATC代码 (N07)
ATC代码N07（其它神经系统用药）是解剖学治疗学及化学分类系统的一个药物分组，这是由世界卫生组织药物统计方法整合中心所制定的药品及其它医用产品的官方分类系统。分组N07是N神经系统的一部分。
兽用代码（ATCvet码）可以在人用ATC代码前加Q字母：QN07等。
国家ATC分类可能包括列表中没有的其它分类，列表为世界卫生组织（WHO）版本。

## N07A拟副交感神经药物（Parasympathomimetics）

### N07AA 抗胆碱酯酶类（Anticholinesterases）
N07AA01 新斯的明（Neostigmine）
N07AA02 吡斯的明（Pyridostigmine）
N07AA03 地斯的明（Distigmine）
N07AA30 安贝铵（Ambenonium）
N07AA51 新斯的明，复方（Neostigmine, combinations）

### N07AB 胆碱酯类（Choline esters）
N07AB01 卡巴胆碱（Carbachol）
N07AB02 贝胆碱（Bethanechol）

### N07AX 其它拟副交感神经药物（Other parasympathomimetics）
N07AX01 匹鲁卡品（Pilocarpine）
N07AX02 甘磷酸胆碱（Choline alfoscerate）
N07AX03 西维美林（Cevimeline）

## N07B 用于病态成瘾的药物（Drugs used in addictive disorders）

### N07BA 用于尼古丁依赖的药物（Drugs used in nicotine dependence）
N07BA01 尼古丁（Nicotine）
N07BA03 伐伦克林（Varenicline）

### N07BB 用于酒精依赖的药物（Drugs used in alcohol dependence）
N07BB01 双硫仑（Disulfiram）
N07BB02 氰胺钙（Calcium carbimide）
N07BB03 阿坎酸（Acamprosate）
N07BB04 纳曲酮（Naltrexone）

### N07BC 用于阿片依赖的药物（Drugs used in opioid dependence）
N07BC01 丁丙诺啡（Buprenorphine）
N07BC02 美沙酮（Methadone）
N07BC03 左醋美沙朵（Levacetylmethadol）
N07BC04 洛非西定（Lofexidine）
N07BC05 左美沙酮（Levomethadone）
N07BC51 丁丙诺啡,复方（Buprenorphine, combinations）

## N07C 抗眩晕药（Antivertigo preparations）

### N07CA 抗眩晕药（Antivertigo preparations）
N07CA01 倍他司汀（Betahistine）
N07CA02 桂利嗪（Cinnarizine）
N07CA03 氟桂利嗪（Flunarizine）
N07CA04 乙酰亮氨酸（Acetylleucine）
N07CA52 桂利嗪，复方（Cinnarizine, combinations）

## N07X 其它神经系统用药（Other nervous system drugs）

### N07XX 其它神经系统用药（Other nervous system drugs）
N07XX01 替拉扎特（Tirilazad）
N07XX02 利鲁唑（Riluzole）
N07XX03 沙利罗登（Xaliproden）
N07XX04 羟丁酸钠（Sodium oxybate）
N07XX05 二氨吡啶（Amifampridine）
N07XX06 丁苯那嗪（Tetrabenazine）
N07XX07 氨吡啶（Fampridine）
N07XX08 Tafamidis